# Vojenský hřbitov (Máslojedy)
Vojenský hřbitov v Máslojedech na Královéhradecku se nachází v severní části obce, v klínu mezi silnicí na obec Hořiněves a polní cestou na vrch Svíb. Má rozlohu 662 m².

## Historie

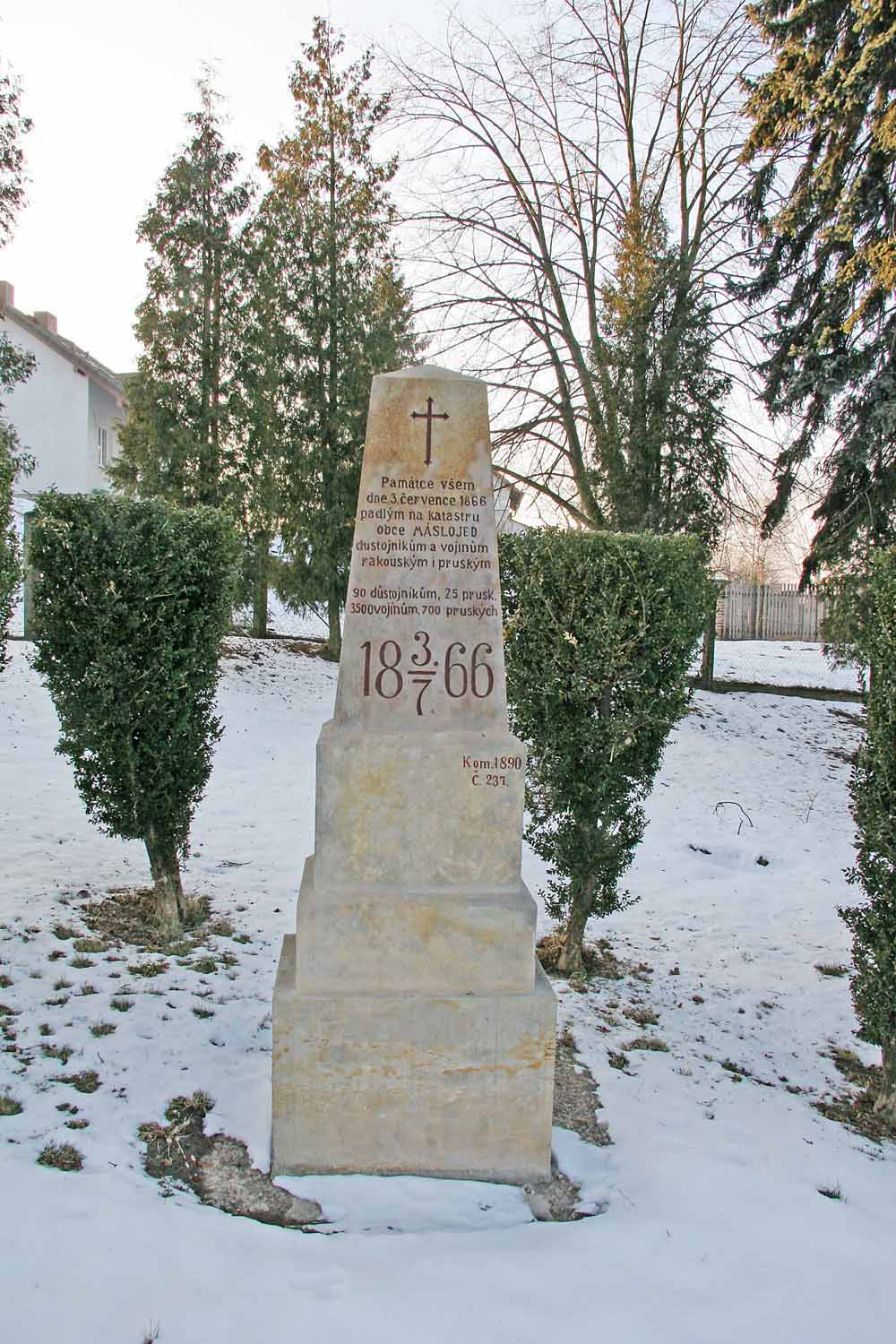
Pomník všem padlým

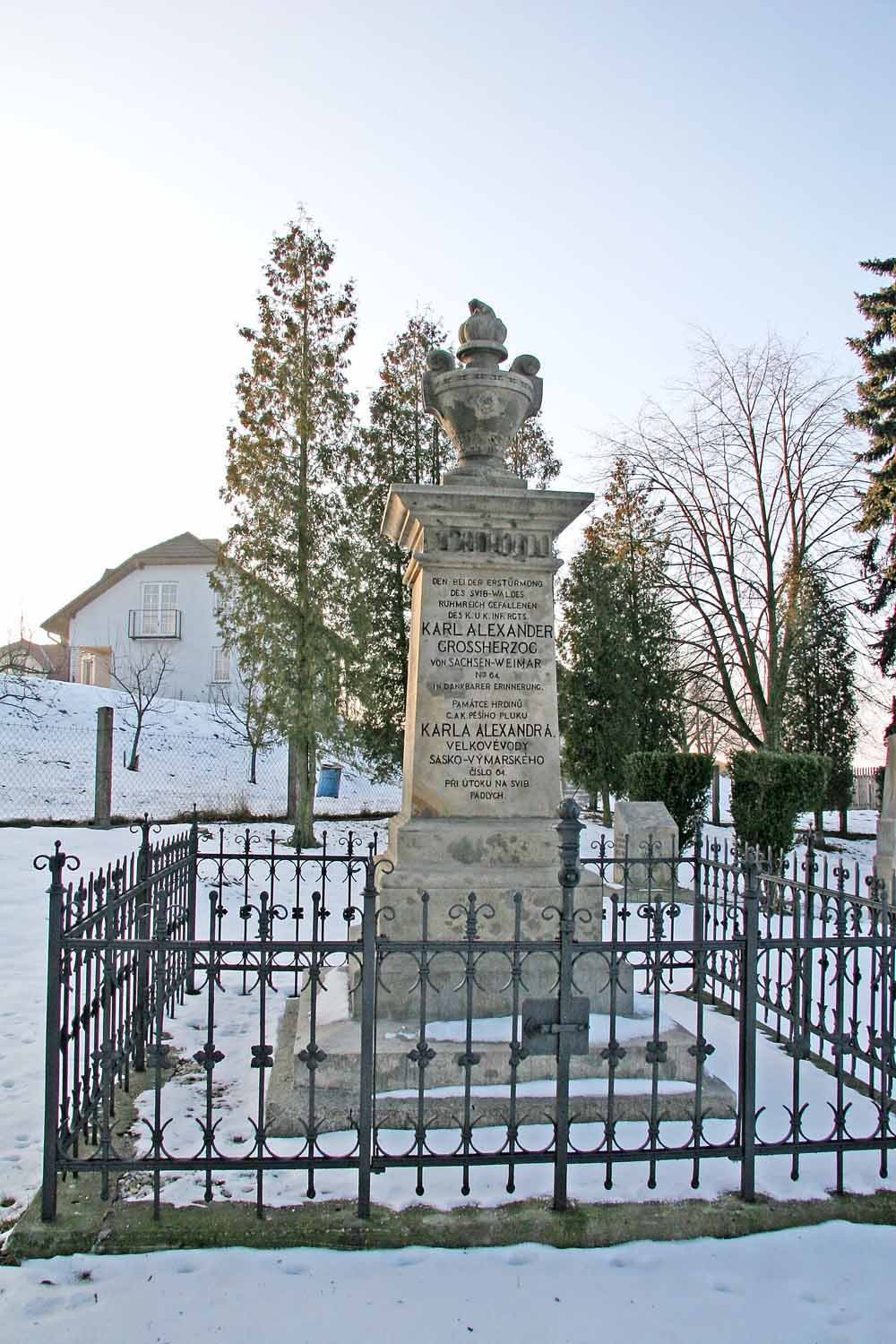
Pomník rakouského 64. pěšího pluku

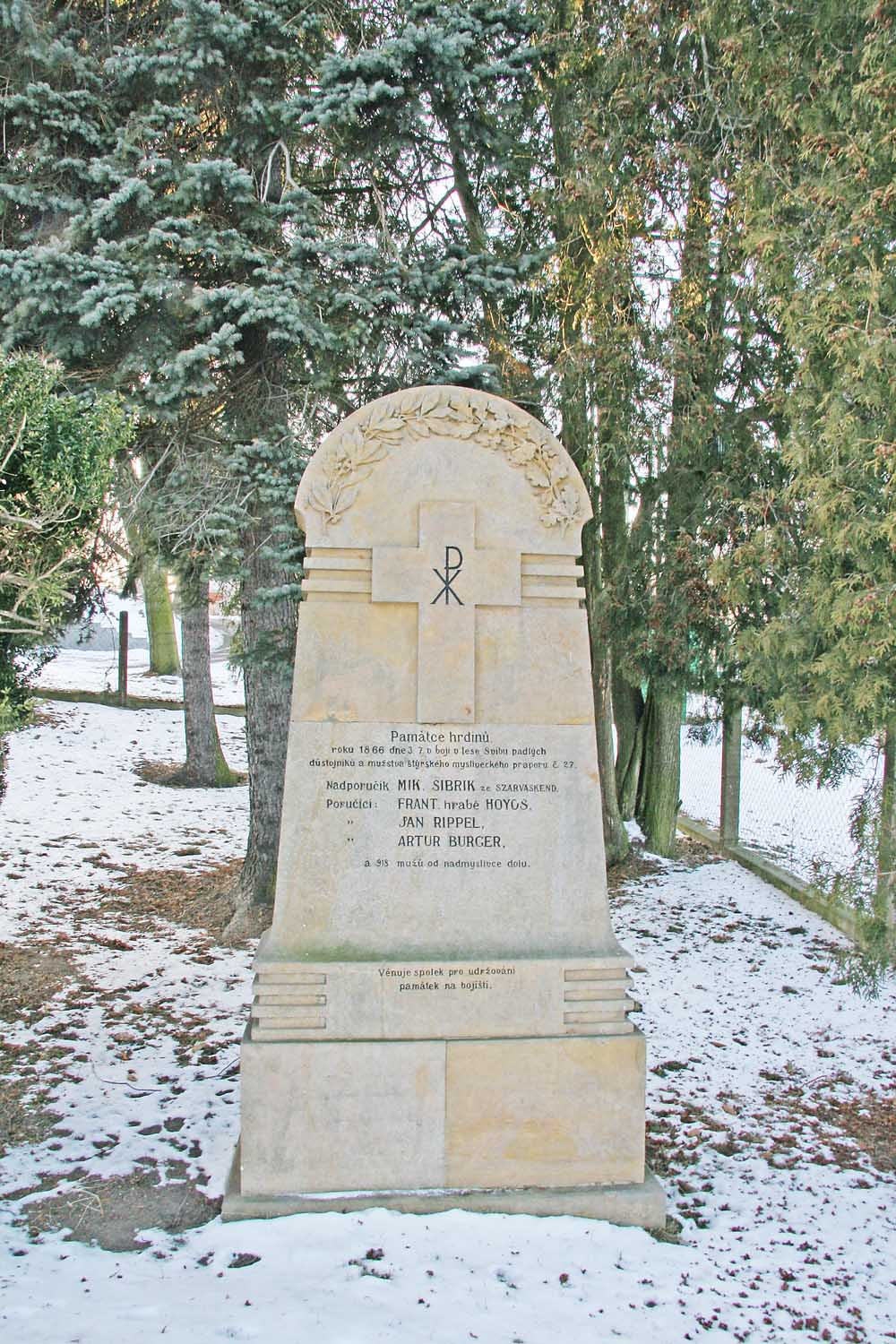
Pomník rakouského 27. praporu polních myslivců

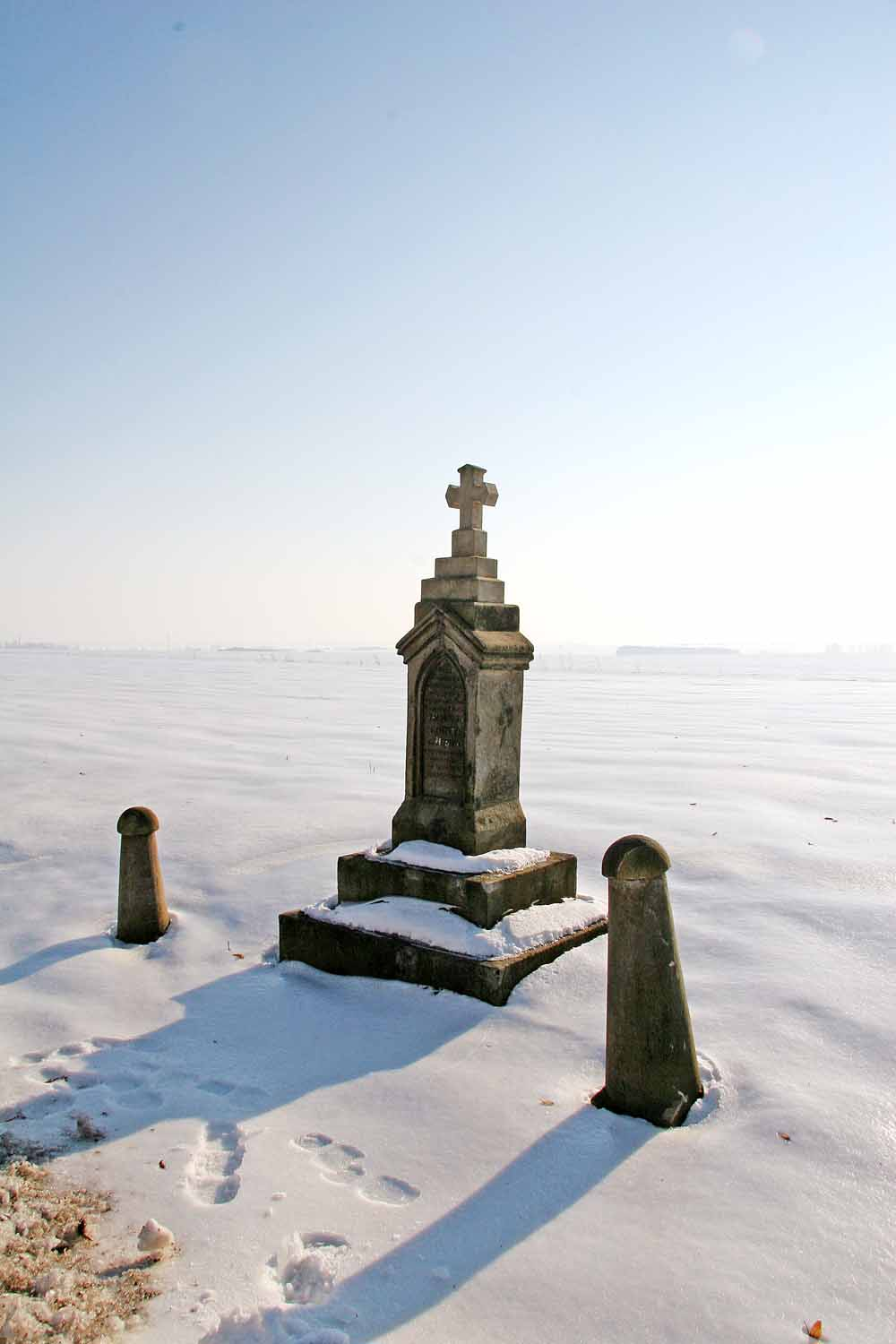
Pomník rakouského plukovníka Zigmunda Görtze ze Žerotína

Západně od Máslojed v okolí kopce Svíb a vsi Čistěves se strhla 3. července 1866 jedna z bitev prusko-rakouské války. Bezprostředně předcházela závěrečné bitvě u nedalekého Chlumu, která vyvrcholila tentýž den (bitva u Hradce Králové). Na místě bojů mezi Svíbem a Chlumem zůstalo několik tisíc mrtvých a raněných pruských a rakouských vojáků a důstojníků. Pruská armáda zorganizovala téměř okamžitě po bitvě pohřbívání padlých. Mrtví byli ukládáni po 20 - 40 (i více) do hromadných hrobů. Ve výjimečných případech byli důstojníci pohřbíváni samostatně. Vojáci zemřelí na svá zranění v lazaretech byli pohřbíváni v zahradách těchto provizorně zřízených ošetřoven nebo do šachetních hrobů na obecních pozemcích. Někteří důstojníci zemřelí později v lazaretech byli pohřbeni na vesnických hřbitovech.
Již roku 1866 bylo na bojišti zřízeno přes 20 křížů a pomníků z trvalého materiálu. Tyto pomníky většinou věnovali padlým důstojníkům jejich příbuzní a přátelé. Kvůli nemožnosti zjistit, kde je voják nebo důstojník pohřben, byly pomníky stavěny na místech prokazatelného zranění či úmrtí. Od podzimu roku 1866 a po celý rok 1867 začaly přibývat pomníky a kříže především na hromadných hrobech. O jejich vznik se postaral pruský řád johanitů. Na těchto křížích je uveden pouze počet pohřbených, na některých armádní příslušnost. V dalších desetiletích na místě bojiště vznikaly útvarové pomníky. 16. listopadu 1888 byl zřízen Komitét pro udržování památek z války roku 1866, který se již roku 1891 staral o 227 pomníků ve více než 40 obcích.

### Vojenský hřbitov
Hřbitov byl založen na prostranství u sloupu se sochou Panny Marie. Nachází se zde 8 pomníků připomínajících bitvu roku 1866, které sem byly přemístěny.
Výrazný je pomník v podobě pískovcové pyramidy věnovaný všem 3500 rakouským a 700 pruským vojákům, kteří zemřeli v okolí obce (90 rakouských a 25 pruských důstojníků, 3500 rakouských a 700 pruských vojáků). Byl zřízen Komitétem pro udržování památek z války roku 1866 (pomník č. 237).
Druhým výrazným pomníkem je pomník rakouského 64. pěšího pluku. Jedná se o mohutný pískovcový kvádrový pomník, který má na svém vrcholu antickou pískovcovou urnu se znázorněným šlehajícím plamenem. Byl postaven na náklady Ústředního spolku královéhradeckým spolkem a odhalen 25. července 1897 (pomník č. 297).
Dalším velkým pomníkem je pomník rakouského 27. praporu polních myslivců. Tento pískovcový stélový pomník věnoval Komitét pro udržování památek z války roku 1866. Odhalen byl pravděpodobně roku 1904 (pomník č. 401).
Pomník rakouského kadeta-šikovatele Carla hraběte Gatterburga od 80. pěšího pluku stál původně u silnice. Pískovcový pomník s křížem věnovala rodina (pomník č. 101).
Třem pruským vojákům (Richardu Mátzkeovi od 2. dragounského pluku, Eduardu Harzovi od 3. gardového hulánského pluku a Josefu Thieovi od gardových myslivců) byla věnována pískovcová typová pyramida, která původně stála u silnice (pomník č. 102).
Nízký pultový pomník z pískovce zdobený reliéfem vavřínového věnce patří rakouskému setníku Leopoldu von Pinkasovi od 57. pěšího pluku. Byl věnován rodinou roku 1867 a původně stál na jiném místě (pomník č. 104).
Rakouskému pplk. Karlu Forsthuberovi šlechtici von Forstberg, veliteli 3. praporu 80. pěšího pluku, je věnována vysoká pískovcová pyramida, která byla na hřbitov přemístěna z jiného místa (pomník č. 217).
Na hřbitově se dále nachází vysoký litinový kříž na pískovcovém soklu, který označuje společný hrob rakouských vojáků zemřelých v obci (pomník č. 303). Další tři kříže typu č. 302A, které zřídil Komitét roku 1897, zanikly.
Pomníky byly roku 2004 restaurovány.

### Pomník plukovníka Zigmunda Görtze von Zertin
Po bitvě byl ve statku čp. 16 umístěn lazaret. V něm byl ošetřován plukovník Görtz von Zertin, který zde na následky zranění zemřel. Jeho pomník se nachází nedaleko statku (pomník č. 453). Nápis na pomníku: "Roku 1866 dne 3.7. padl u lesa Svíbu rak. plukovník v generálním štábu IV. armádního sboru ZIGMUND GÖRTZ ze ŽEROTÍNA a byl zde s četnými rakous. vojíny na společném hrobě pohřben."

### Hromadný hrob
V obci u silnice se nacházel kříž typu č. 302A označující hromadný hrob padlých vojáků. Roku 1899 jej zřídil Komitét, kříž zanikl.

## Vrch Svíb a Alej mrtvých

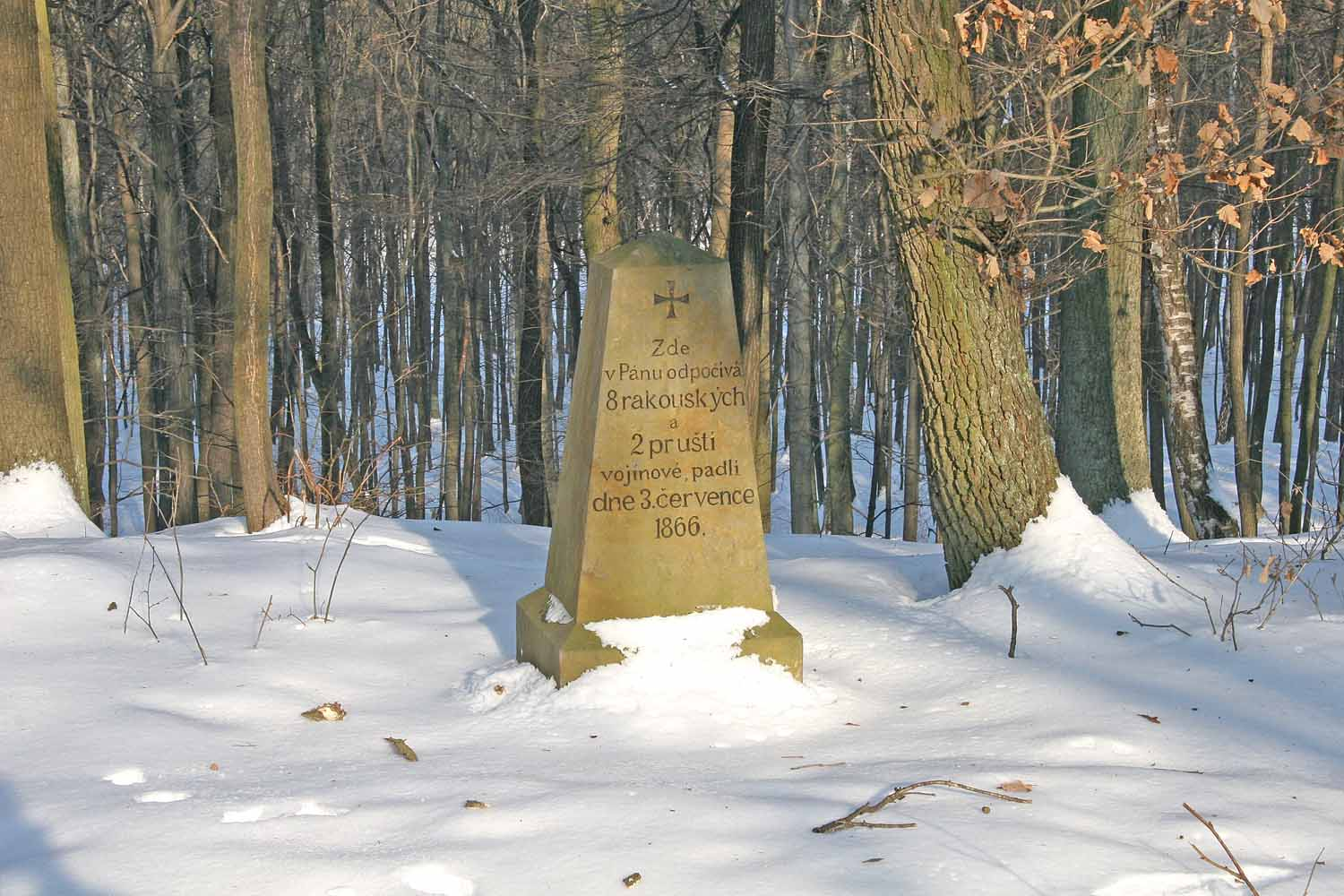
Pomníky na hromadných hrobech

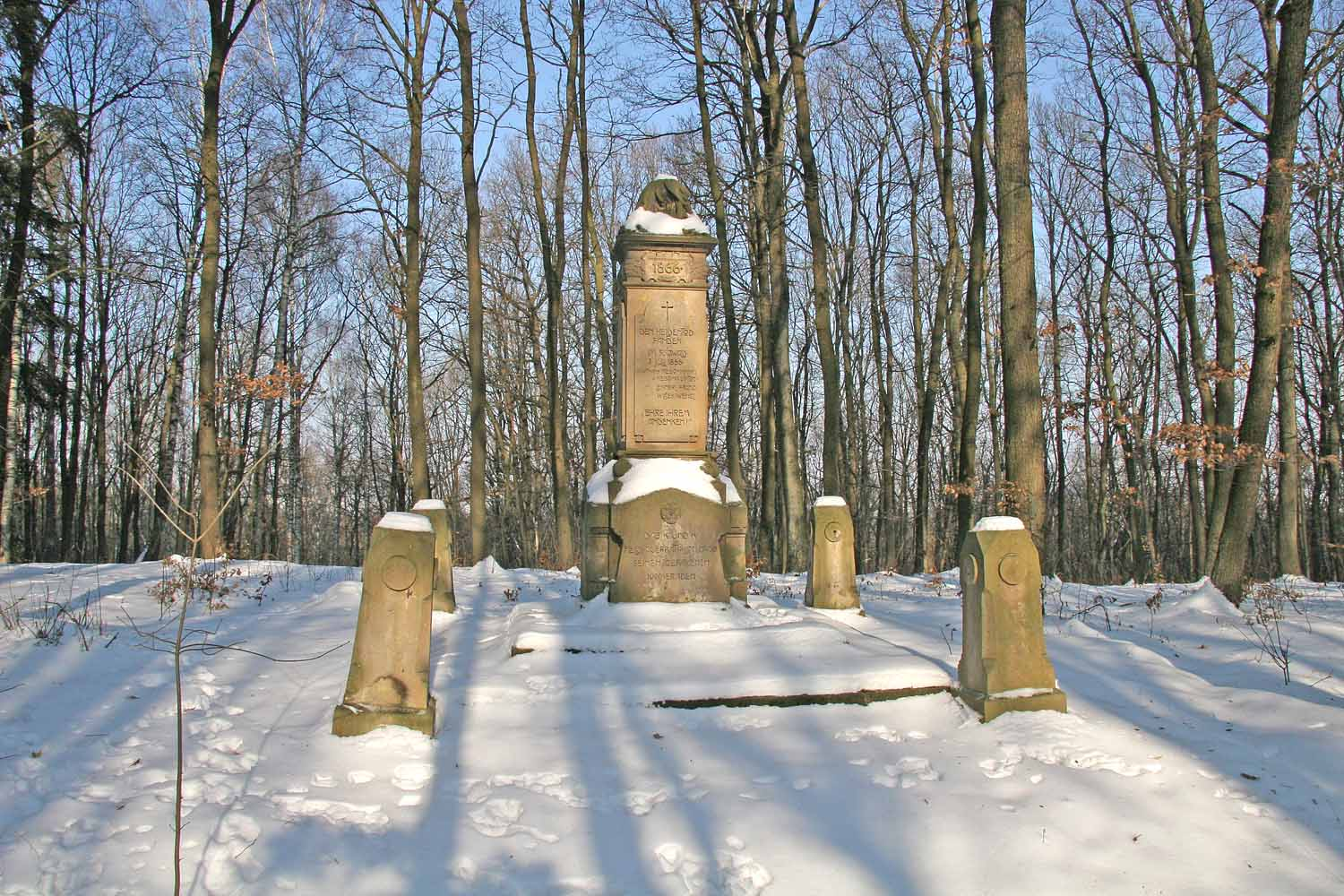
Pomník rakouského 30. praporu polních myslivců

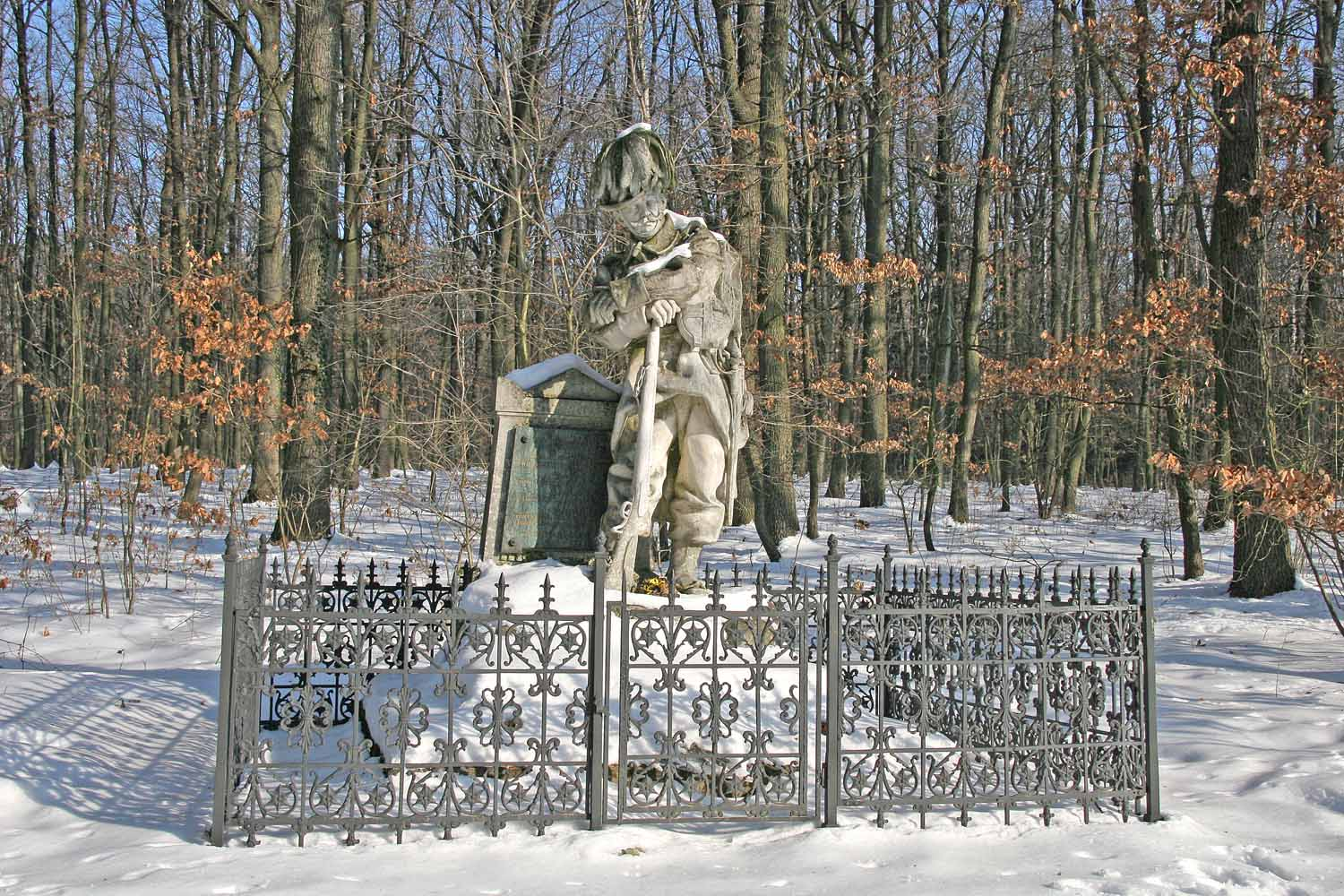
Pomník rakouského 8. praporu polních myslivců

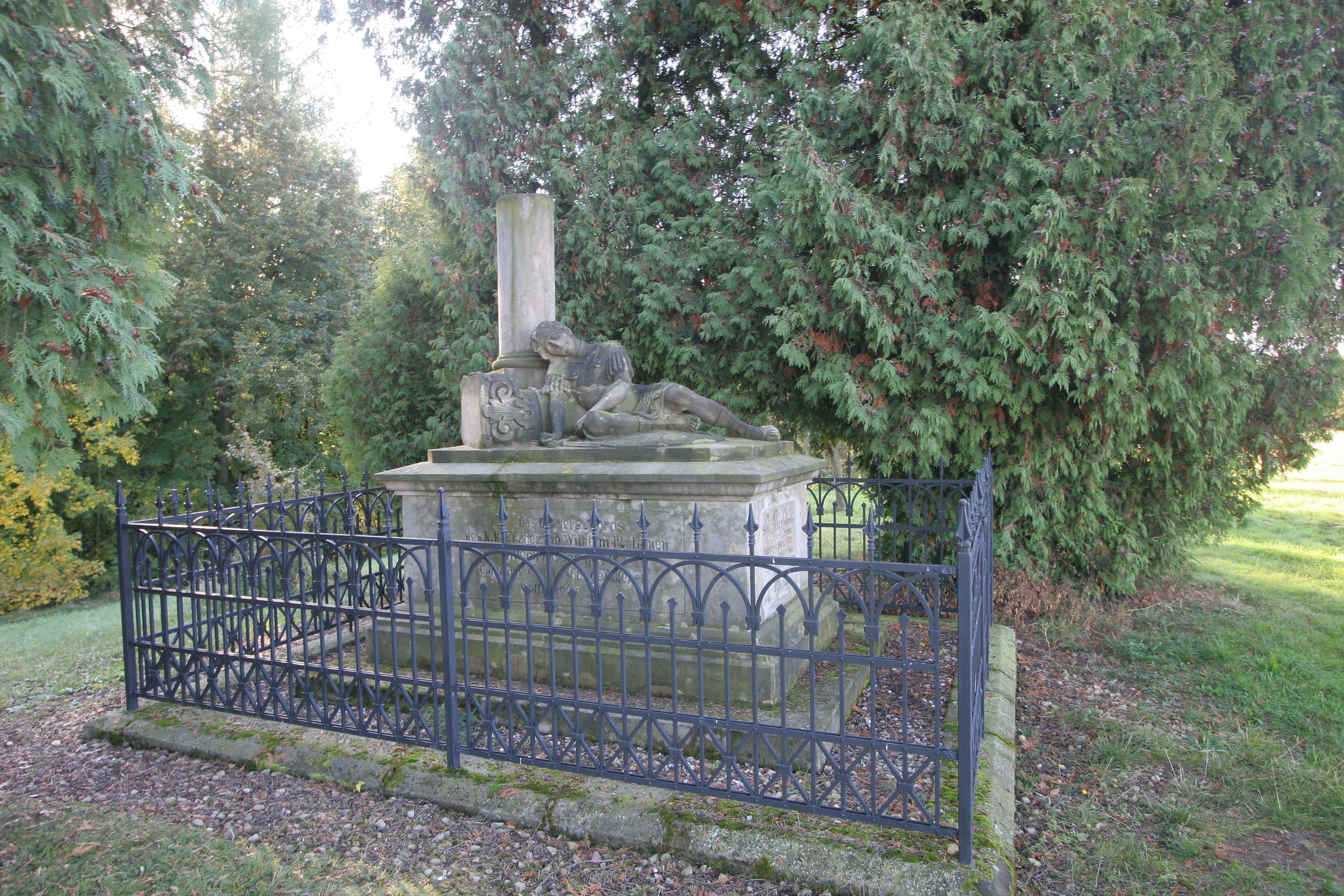
Pomník rakouského c. k. pěšího pluku č. 12

V lese Svíb se nachází nejvíce pomníků z bitvy – 68 hrobů označených železnými kříži typu č. 302A s letopočtem 3/7 1866 (nebo pouze 1866) věnovanými Komitétem, 35 pomníků včetně pískovcových typových pyramid věnovaných pruským řádem johanitů a jedna deska. Počet mrtvých a zde pohřbených je uváděn na 5 500 mužů.

### Pomník rakouského 30. praporu polních myslivců
Uprostřed lesa Svíb, v „Aleji mrtvých“, stojí pomník věnovaný 30. praporem polních myslivců věnovaný padlým druhům. Jedná se o secesní pískovcový pylon ozdobený na vrcholu plastikou mysliveckého klobouku (práce firmy Hatle & Vejs z Hořic). Nápis na pomníku je kromě češtiny a němčiny také v polštině a ruštině. Odhalen byl 3. července 1906 (pomník č. 408).

### Rakouský 47. pěší pluk a rakouský 20. prapor polních myslivců
Monumentální obelisk zhotovený z mušlového vápence věnovaly důstojnické sbory obou jednotek (pomník č. 6). Pomník stojí na východním okraji lesa poblíž cesty.

### Pomník rakouského 8. praporu polních myslivců
Pomník se nachází u jihozápadního vstupu do lesa Svíb od Čistěvsi. Figurální pomník je zhotoven z istrijského vápence. Sochu poddůstojníka polních myslivců navrhl a model provedl sochař Viktor Tilgner, prof. vídeňské výtvarné akademie, ve spolupráci s Ottou Svobodou ve Vídni a Zdeňkem Ježkem v Hradci Králové. Kovové součásti dodaly Salmovské železárny v Blansku. Pomník věnovaný praporem byl odhalen 3. července 1896 (pomník č. 292).

### Pomník rakouského c. k. pěšího pluku č. 12
Pomník stojí při polní cestě z Máslojed do Benátek na severovýchodním okraji lesa. Jedná se o pískovcový figurální pomník tvořený sarkofágem. Na něm stojí zlomený sloup, o který se opírá raněný římský voják. Návrh pomníku vypracoval npor. Schuttermayer, zhotovil M. Ježek z Hradce Králové. Pomník věnovaný plukem byl odhalen 7. července 1867 (pomník č. 5). Je chráněn jako nemovitá Kulturní památka České republiky.

### Pomník důstojníkům 1. magdeburského pěšího pluku č. 26
Na východním okraji lesa stojí pískovcový kvádrový pomník s dělovou koulí, který byl věnován plukem npor. Juliu Ewaldovi, por. Carlu Woykemu a por. Reinholdu Millerovi (pomník č. 103).

### Pomník pruského 1. magdeburského pěšího pluku č. 26
Pískovcový kvádrový pomník s dělovým křížem z téhož materiálu byl vztyčen na severovýchodním okraji lesa a věnován plukem (pomník č. 192).

## Naučné stezky
Územím bojů prochází několik naučných stezek. Zřizovatelem obou centrálních je Muzeum východních Čech v Hradci Králové – jedná se o naučnou stezku „Les Svíb“ a naučnou stezku "Centrální bojiště Chlum".
Dalšími stezkami jsou naučná stezka „Bitva u Hradce Králové 3. 7. 1866 – jižní křídlo“ (zpřístupněná roku 2006 a vybudovaná Komitétem 1866 ve spolupráci s Mikroregionem Nechanicko, svazkem obcí Mikroregion obcí Památkové zóny 1866 a MVČ v Hradci Králové) a Naučná stezka „Josefov-Smiřice-Chlum 1866“ zpřístupněná roku 2006, kterou provozuje Komitét pro udržování památek z války roku 1866.

## Galerie

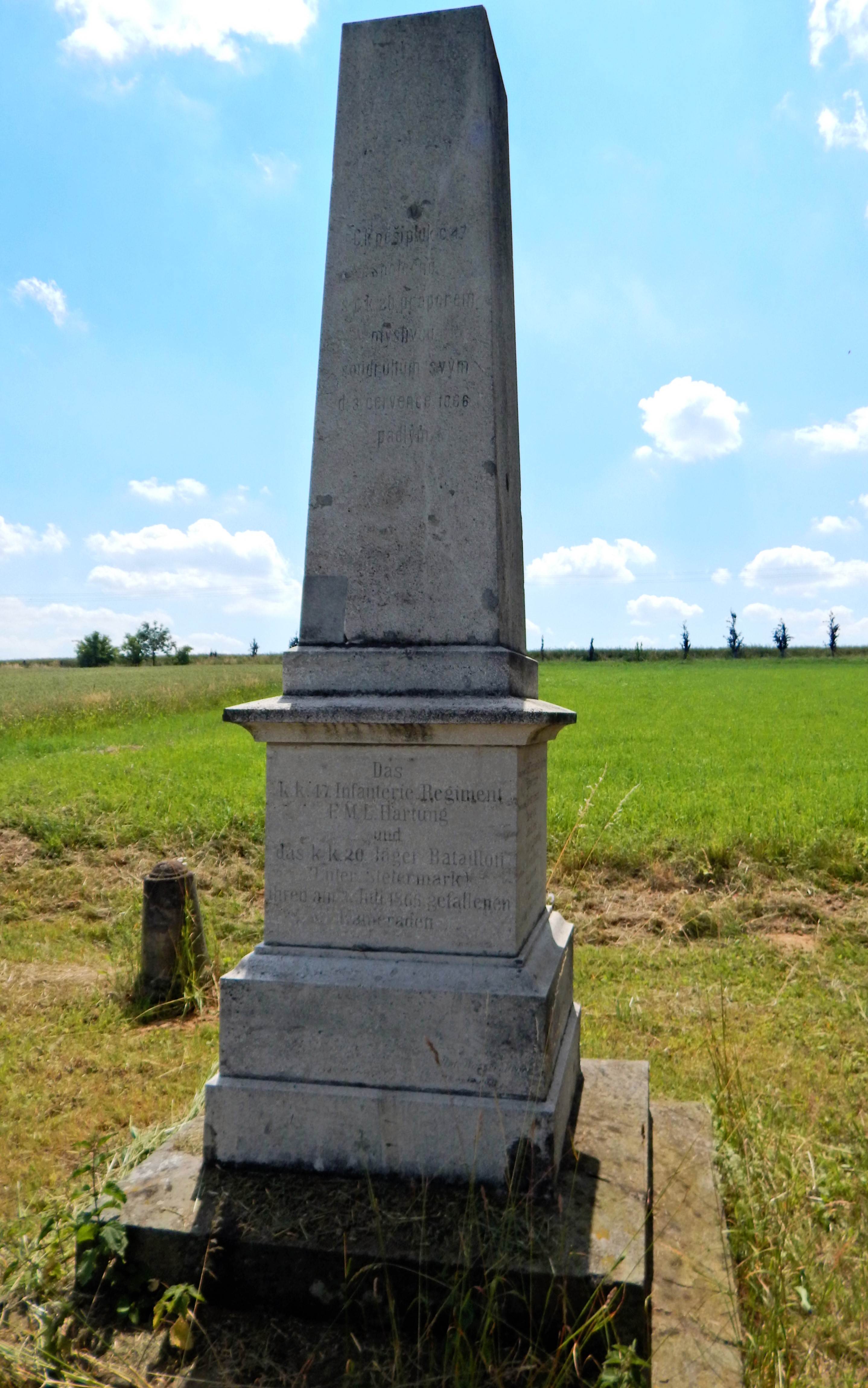
Pomník rakouského 47. pěšího pluku a 20. praporu polních myslivců
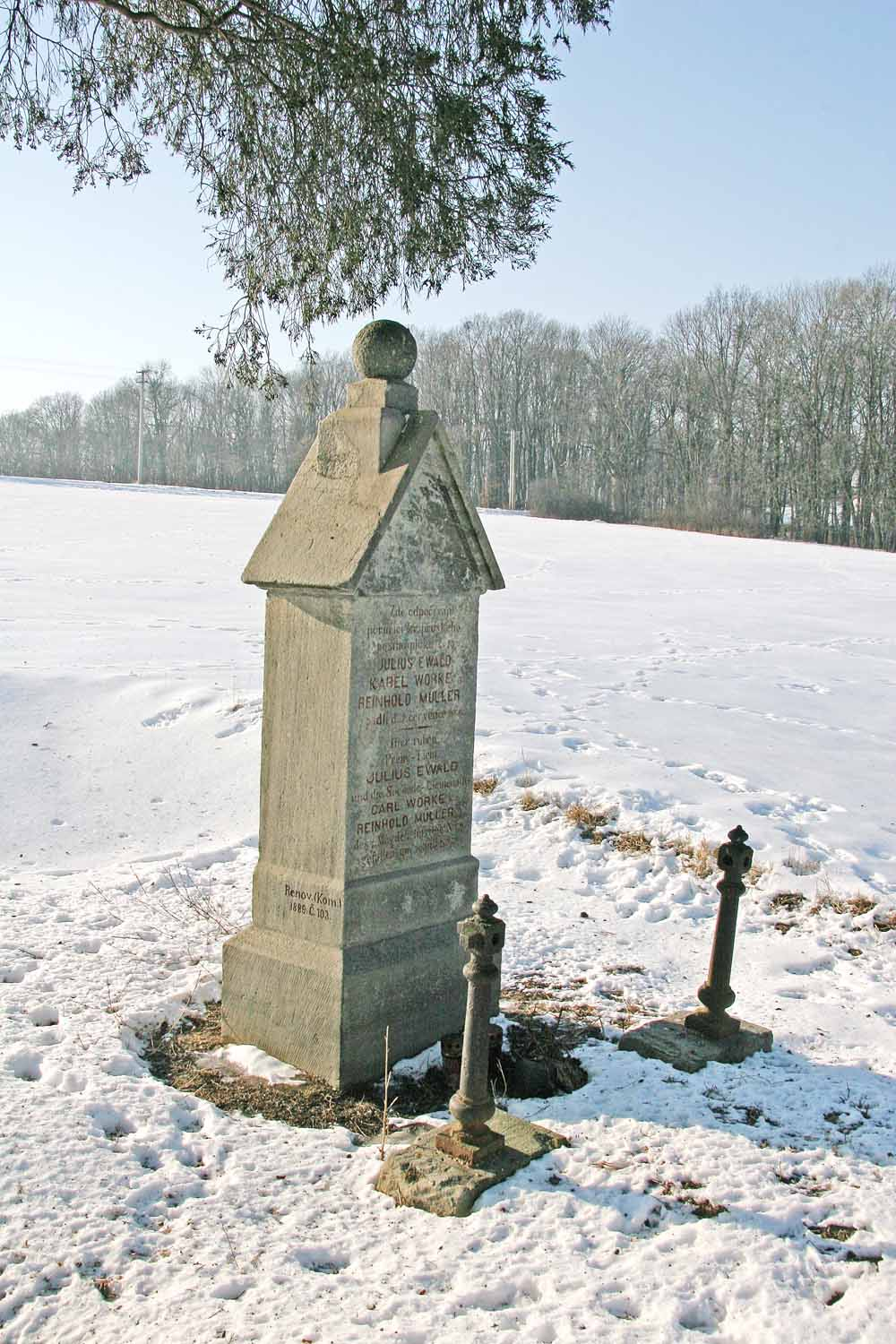
Pomník důstojníkům 1. magdeburského pěšího pluku č. 26
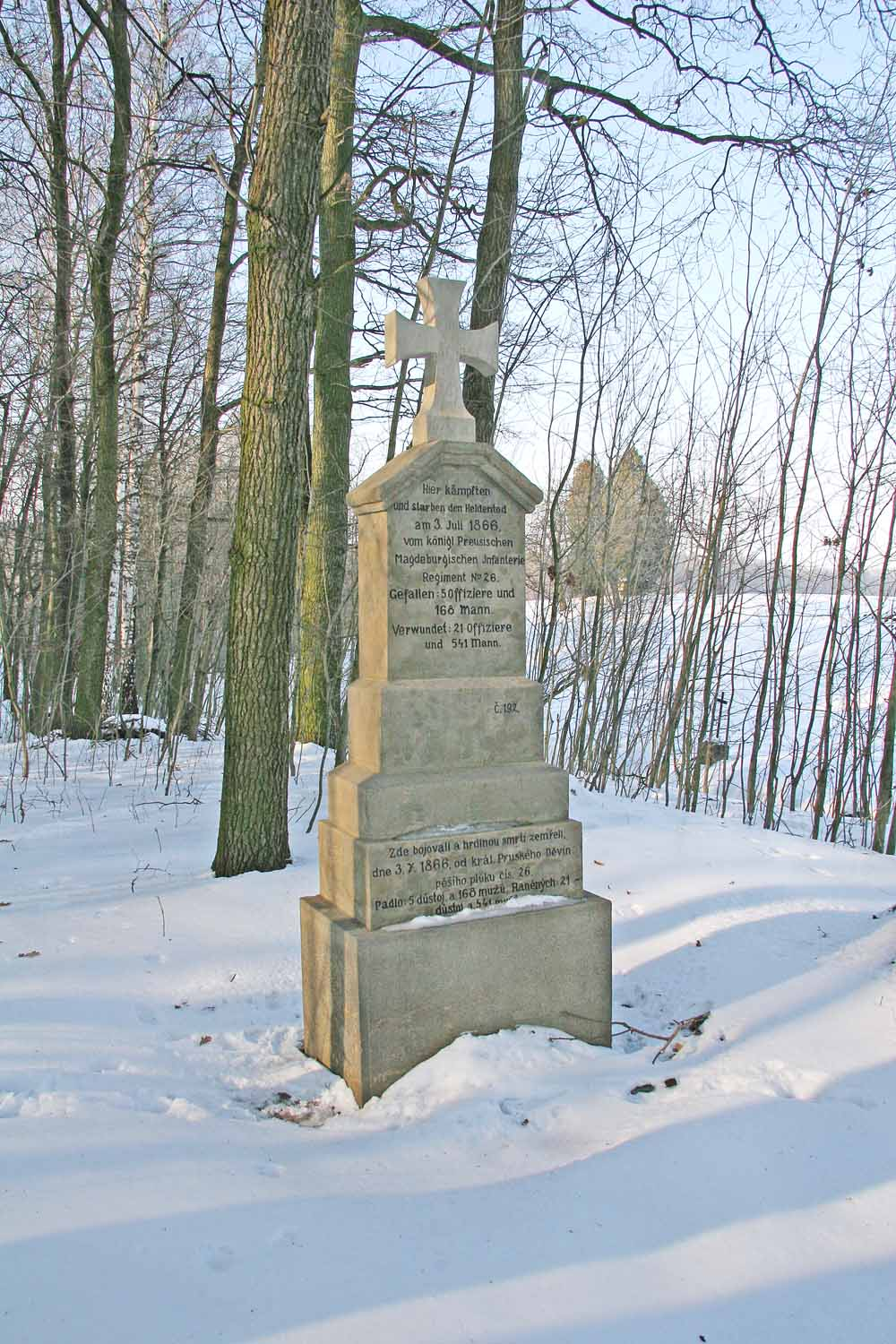
Pomník 1. magdeburského pěšího pluku č. 26